# Stadhuis van Utrecht

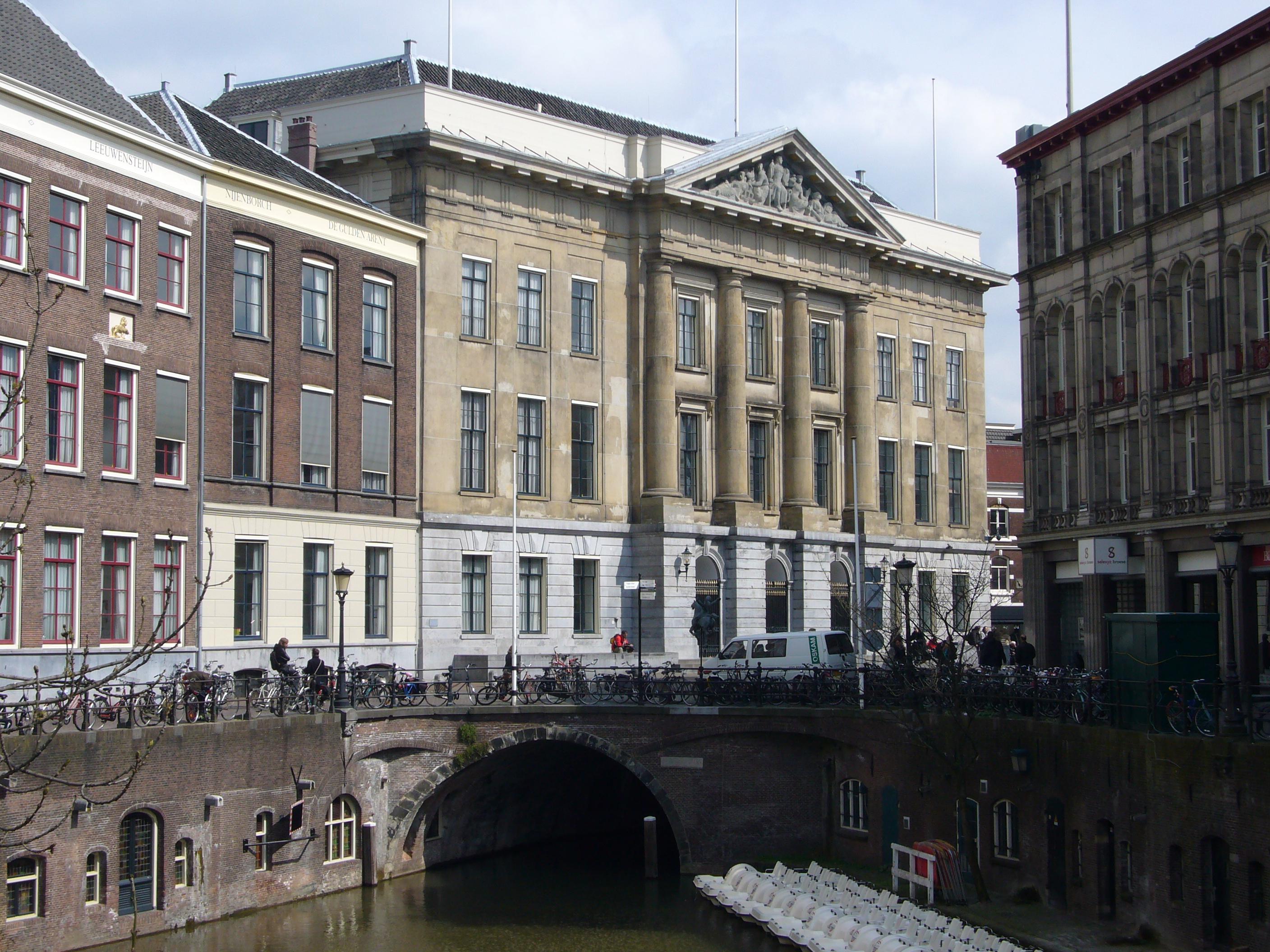
Gevel van het neoclassicistische stadhuisgebouw aan de Stadhuisbrug

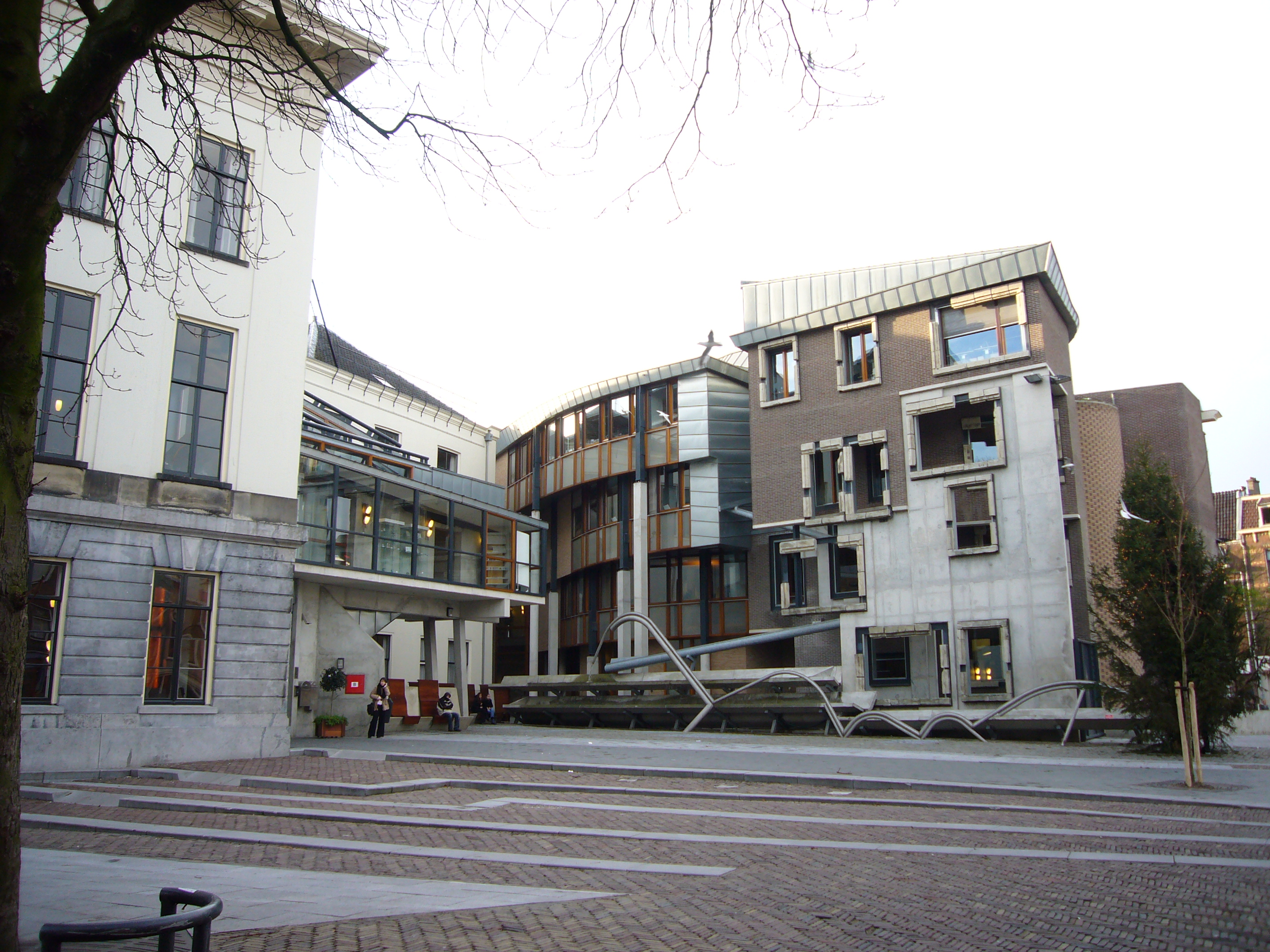
De zijde aan de Korte Minrebroederstraat met de toevoegingen van Enric Miralles

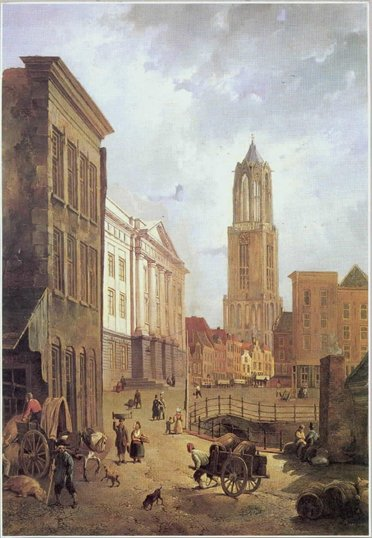
Stadhuis in 1833 door Reinier Craeyvanger

Het stadhuis van Utrecht is gevestigd in een complex van gebouwen aan de Stadhuisbrug, die de Oudegracht overspant, in de Nederlandse stad Utrecht. Het huidige complex is het resultaat van talloze verbouwingen door de eeuwen heen.

## Geschiedenis

### Voorgangers
In 1343 moesten de schepenen van de stad Utrecht, die tot die tijd in de handelswijk Stathe aan het Buurkerkhof waren gevestigd, verhuizen omdat hun vergaderruimte plaats moest maken voor de uitbreiding van de Buurkerk. Zij namen hun intrek in het pand Hasenberg aan de Oudegracht op de hoek van het Oudkerkhof, op de plek van het huidige stadhuis.
In 1537 verhuisden bovendien de raadsleden, die tot dan toe in het Schoonhuis aan de Massegast tussen Oudegracht en Steenweg waren gevestigd, naar het naast Hasenberg gelegen twaalfde-eeuwse huis Lichtenberg. Van dit huis is de oorspronkelijke werfkelder tot op de dag van vandaag bewaard gebleven. Beide huizen waren bereikbaar via een eigen brug over het water van de Oudegracht, de Huidenbrug en de Broodbrug.
Op last van keizer Karel V werden de huizen tussen 1537 en 1547 verbouwd om het hele Utrechtse stadsbestuur onderdak te kunnen bieden. Daarbij werd Hasenberg voorzien van een fraaie Renaissancegevel naar ontwerp van Willem van Noort, terwijl Lichtenberg min of meer zijn middeleeuwse uiterlijk behield. In 1547 werden ook de twee bruggen samengevoegd tot de huidige Stadhuisbrug.
Een sierlijke klokkentoren op Hasenberg bood vanaf 1582 plaats aan een carillon, dat bespeeld werd door onder andere Jacob van Eyck. In de loop van de jaren werden steeds meer panden bij het stadhuis getrokken. In 1614 werd het grote middeleeuwse pand Keyserrijk op de hoek van de Oudegracht en de Ganzenmarkt ingericht als waag. In 1643 werden de panden achter Hasenberg aan het Oudkerkhof bij het stadhuis getrokken, waarna een brede, classicistische zijgevel gebouwd werd.
In 1730 kreeg beeldhouwer Jacobus Cressant de opdracht een beeld van Vrouwe Justitia te maken, dat een plaats kreeg in de gevel van Lichtenberg. Het beeld bevindt zich thans in het gerechtsgebouw van Groningen.

### Huidige stadhuis
In 1826 moesten de huizen Lichtenberg en Hasenberg wijken voor een nieuw gebouw naar ontwerp van stadsarchitect Johannes van Embden, dat in 1830 betrokken kon worden. Het uiterlijk werd bepaald door de zware gevel van Bentheimer zandsteen, opgetrokken in neoclassicistische stijl, met een iets uitstekend tempelfront van vier dorische zuilen op postamenten. Het fronton van de voorgevel werd pas in 1957 gevuld met een beeldengroep van Pieter d'Hont die de functies van het gemeentebestuur symboliseert: Gerechtigheid, Waakzaamheid, Gezag, Beleid en Geloof. Het achterste gedeelte aan Oudkerkhof/Korte Minrebroederstraat werd in de periode 1844 tot 1847 in dezelfde stijl toegevoegd.
Later in de negentiende eeuw en in het begin van de twintigste eeuw werd het stadhuis nogmaals uitgebreid met een aantal panden langs de Oudegracht, die in 1934 nogal saaie, vrij uniforme gevels kregen. Daarmee was de hele gevelwand van Ganzenmarkt tot Oudkerkhof onderdeel van het stadhuis geworden.
In 1935 werd aan de achterzijde een nieuw gebouw voor de afdeling Burgerzaken toegevoegd door stadsarchitect Johannes Izak Planjer, waarvoor een groot aantal panden aan de Ganzenmarkt en de Korte Minrebroederstraat moest wijken. Nu behoorde het hele blok tussen Stadhuisbrug, Ganzenmarkt, Korte Minrebroederstraat en Oudkerkhof bij het Stadhuis (behalve de kelders, die in 1987 tot discotheek werden verbouwd).

### Laatste verbouwingen
De Spaanse architect Enric Miralles (1955-2000) kreeg in 1997 de opdracht voor een ingrijpende renovatie van het hele stadhuiscomplex, die in 2000 afgerond werd. Hierbij werd onder meer het gebouw van Burgerzaken grotendeels afgebroken (de dienst Burgerzaken verhuisde naar een nieuw gebouw op het voormalige AZU-terrein), terwijl van het neoclassicistische pand niet veel meer dan de buitenmuren en de ontvangsthal overbleven. Miralles voegde aan de achterzijde van het complex nieuwe delen toe in deconstructivistische stijl. De bezoekersingang van het stadhuis werd verplaatst naar de Korte Minrebroederstraat. Het vernieuwde stadhuis werd op 30 augustus 2000 heropend door koningin Beatrix.
In juni 2007 is de neoclassicistische voorgevel van het stadhuis in de steigers gezet om het in de loop der jaren zwart geworden zandsteen te reinigen. De reiniging is in de eerste maanden van 2008 afgesloten.
In de periode 2018-2019 werden de buiten- en binnenkant van het gebouw opgeknapt. Naar ontwerp van het architectenbureau Van Hoogevest werd het gebouw duurzamer en veiliger gemaakt.

## Raadskelder

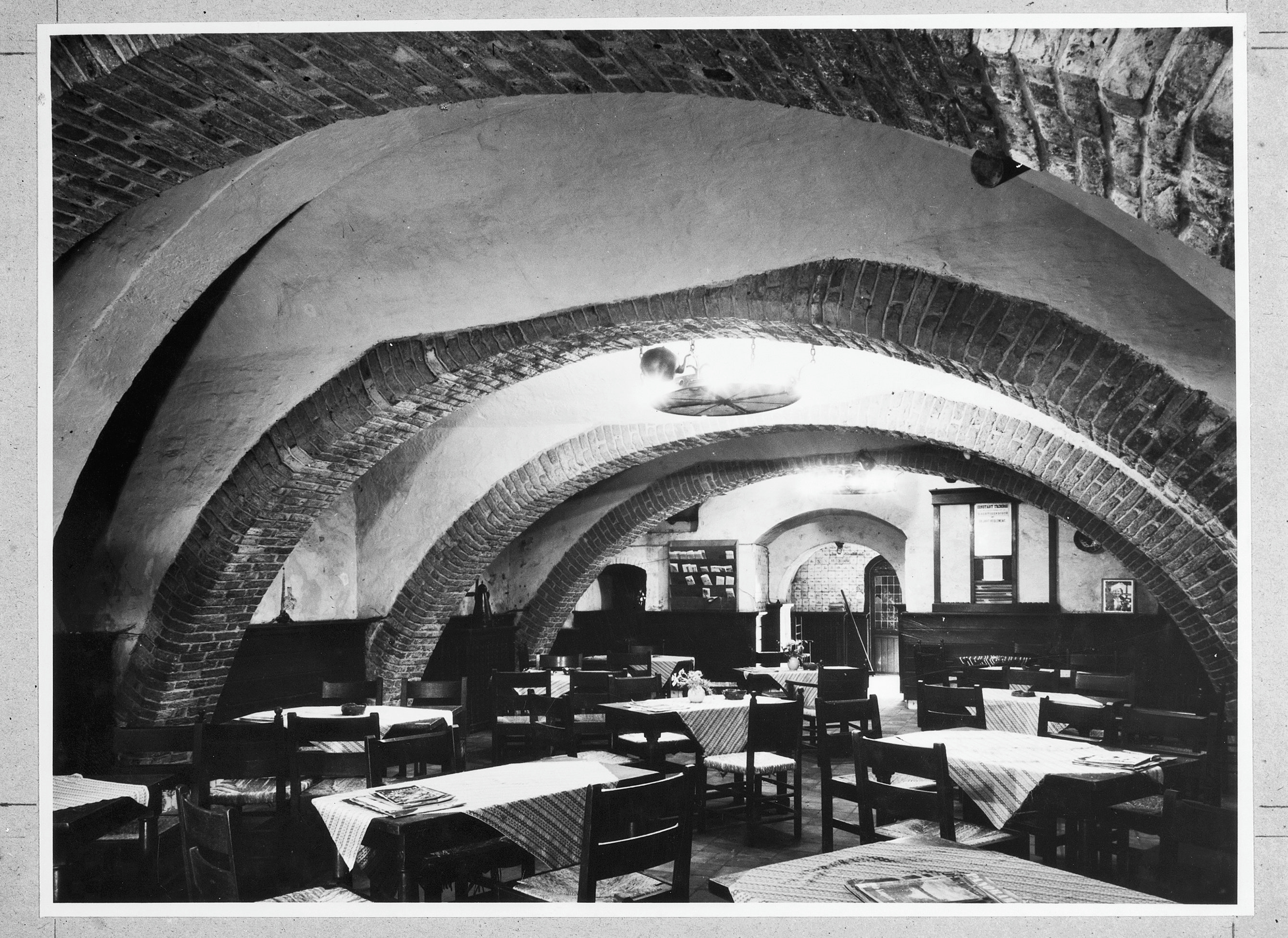
Raadskelder van het stadhuis in 1950

In 1930 werd een trap aangelegd naar de Raadskelder en werd er het café-restaurant De Raadskelder gevestigd. Vanaf 1946 was het een tehuis voor katholieke militairen en van 1951 tot 1966 bood de Stichting Open Tafel er goedkope maaltijden, waarna zich er weer een regulier restaurant vestigde. Vanaf 1969 was de kelder een centrum voor jongerencultuur en politiek, vanaf 1971 als onderdeel van de Stichting Vrije Sentra met de Kargadoor en Kasieno. Tevens was de linkse boekhandel De Rooie Rat er gevestigd. In 1988 opende discotheek Fellini, gevolgd door enkele andere discotheken. Sinds december 2011 dienen de werfkelders weer als restaurant.

## Trivia
- In 1830 was in het stadhuis een museum ontstaan van oudheidkundige voorwerpen. In 1838 werd een publiekelijke tentoonstellingsruimte van vier kamers op de bovenste verdieping van het stadhuis ingericht die op 5 september werd geopend door de Utrechtse burgemeester Van Asch van Wijck. Voor een kwartje per persoon kon het Utrechtse publiek elke woensdagmiddag anderhalf uur lang kennismaken met de kunstschatten van de stad. De gedachte hierachter was dat iedereen van de stadscollectie kon genieten. Bezoekers kregen bij binnenkomst een catalogus mee met de titel: Verzameling van Oud Beeldwerk en ander oudheden, Tekeningen en Schilderijen, meestal betrekking hebbend op de Stad Utrecht en behorend tot het Archief van die Stad. In 1891 werd het museum verhuisd naar Het Hoogeland, dat uiteindelijk in 1921 opging in het Centraal Museum.
- In de kelder van het stadhuis werden doodstraffen voltrokken, zoals in de Utrechtse homoseksuelenaffaire.